# Бальсейро, Ледис
Ле́дис Франк Бальсе́йро Пахо́н (исп. Ledys Frank Balceiro Pajón; 18 апреля 1975, Матансас) — кубинский гребец-каноист, выступал за сборную Кубы во второй половине 1990-х — первой половине 2000-х годов. Серебряный призёр летних Олимпийских игр в Сиднее и Афинах, двукратный чемпион мира, четырежды чемпион Панамериканских игр, многократный победитель и призёр первенств национального значения.

## Биография
Ледис Бальсейро родился 18 апреля 1975 года в Матансасе.
Первого серьёзного успеха на взрослом международном уровне добился в 1995 году, когда попал в основной состав кубинской национальной сборной и побывал на Панамериканских играх в аргентинской Мар-дель-Плате, откуда привёз медаль золотого достоинства, выигранную в одиночках на километровой дистанции. Спустя четыре года на Панамериканских играх в Виннипеге в нескольких дисциплинах боролся за победу с канадцем Стивеном Джайлзом, при этом на пятистах метрах стал победителем, а на тысяче вынужден был довольствоваться серебряной медалью — на финише канадец показал лучшее время.
Благодаря череде удачных выступлений Бальсейро удостоился права защищать честь страны на летних Олимпийских играх 2000 года в Сиднее, где впоследствии выиграл серебряную медаль в зачёте одиночных каноэ на километровой дистанции, опередив всех соперников кроме немца Андреаса Диттмера. Также участвовал в заездах одиночек на пятьсот метров, вышел в финал, но в решающей гонке финишировал только шестым.
В 2002 году на чемпионате мира в испанской Севилье Бальсейро трижды поднимался на пьедестал почёта, вместе с напарником Ибрахимом Рохасом он одержал победу на двухстах и пятистах метрах, тогда как на тысяче получил серебро, пропустив вперёд экипаж из Польши. Год спустя на мировом первенстве в американском Гейнсвилле выступил уже не так удачно, смог выиграть только одну бронзовую медаль в полукилометровом зачёте двоек. Зато на Панамериканских играх в домениканской столице Санто-Доминго в каноэ-двойках сделал золотой дубль — победил на дистанциях 500 и 1000 метров. Подготовка к Панамериканским играм забрала у них слишком много сил, и на чемпионат мира кубинских спортсменов уже не хватило.
Будучи одним из лидеров сборной, Бальсейро прошёл квалификацию на Олимпийские игры 2004 года в Афинах, где в паре с Рохасом добыл серебро в пятисотметровой дисциплине, проиграв команде из Китая. Помимо этого, они с Рохасом стартовали на тысяче метров, но в финальном заезде на финише показали только восьмой результат. Вскоре после афинской Олимпиады Ледис Бальсейро принял решение завершить спортивную карьеру, уступив место в сборной молодым кубинским гребцам.